# The Wind Cries Mary
The Wind Cries Mary is een nummer van de Amerikaans-Engelse band The Jimi Hendrix Experience. Het nummer werd op 5 mei 1967 uitgebracht als single.

## Achtergrond
Volgens zijn toenmalige vriendin Kathy Mary Etchingham schreef Hendrix The Wind Cries Mary nadat de twee ruzie hadden gehad. In een interview vertelde Hendrix dat het nummer "meer dan een persoon" representeert. Het nummer is geïnspireerd door Curtis Mayfield. Hendrix speelde in de zomer van 1966 al vroege versies van het nummer met zijn band Jimmy James and the Blue Flames. Op 11 januari 1967 werd het nummer opgenomen door The Jimi Hendrix Experience in de De Lane Lea Studios in Londen, tijdens sessies waarbij zij de opvolger van hun single Hey Joe opnamen. Producer Chas Chandler vertelde over de opname: "Dat werd opgenomen aan het einde van de sessie voor Fire. We hadden nog ongeveer twintig minuten over. Ik suggereerde dat we een demo van The Wind Cries Mary op zouden nemen. Drummer Mitch Mitchell en bassist Noel Redding hadden het niet gehoord, dus zij kwamen erin zonder het gerepeteerd te hebben. Ze speelden het een keer [voordat Hendrix overdubs suggereerde]. Hij deed nog vier of vijf overdubs, maar het hele nummer was in twintig minuten klaar. Dat was onze derde single.
The Wind Cries Mary verscheen op 5 mei 1967 in het Verenigd Koninkrijk en in de rest van Europa. Het bereikte de zesde plaats in het Verenigd Koninkrijk, terwijl in Nederland de zesde en zevende plaats werd behaald in respectievelijk de Parool Top 20 en de Top 40. In de Verenigde Staten werd het nummer voor het eerst uitgebracht op de B-kant van Purple Haze op 19 juni 1967. Daar werd het later ook toegevoegd aan de lokale versie van het album Are You Experienced, uitgebracht in augustus 1967. In 2004 zette het tijdschrift Rolling Stone het nummer op de 379e plaats in hun lijst The 500 Greatest Songs of All Time. Hendrix speelde het nummer vaak live in 1967 en 1968, waarbij live-opnames verschenen op de albums Jimi Plays Monterey, Live at Monterey, Stages, The Jimi Hendrix Experience en Live in Paris & Ottawa 1968. Het nummer werd tevens gecoverd door artiesten als Jamie Cullum, John Mayer, Xavier Rudd, Richie Sambora, Sting en Popa Chubby. Miles Davis nam het nummer op onder de titel Mademoiselle Mabry.

## Hitnoteringen

### Nederlandse Top 40
| Hitnotering: 17-06-1967 t/m 05-08-1967 | Hitnotering: 17-06-1967 t/m 05-08-1967 | Hitnotering: 17-06-1967 t/m 05-08-1967 | Hitnotering: 17-06-1967 t/m 05-08-1967 | Hitnotering: 17-06-1967 t/m 05-08-1967 | Hitnotering: 17-06-1967 t/m 05-08-1967 | Hitnotering: 17-06-1967 t/m 05-08-1967 | Hitnotering: 17-06-1967 t/m 05-08-1967 | Hitnotering: 17-06-1967 t/m 05-08-1967 | Hitnotering: 17-06-1967 t/m 05-08-1967 |
| Week                                   | 1                                      | 2                                      | 3                                      | 4                                      | 5                                      | 6                                      | 7                                      | 8                                      |                                        |
| -------------------------------------- | -------------------------------------- | -------------------------------------- | -------------------------------------- | -------------------------------------- | -------------------------------------- | -------------------------------------- | -------------------------------------- | -------------------------------------- | -------------------------------------- |
| Positie                                | 18                                     | 13                                     | 7                                      | 7                                      | 11                                     | 19                                     | 29                                     | 39                                     | uit                                    |

### Parool Top 20
| Hitnotering: 17-06-1967 t/m 22-07-1967 | Hitnotering: 17-06-1967 t/m 22-07-1967 | Hitnotering: 17-06-1967 t/m 22-07-1967 | Hitnotering: 17-06-1967 t/m 22-07-1967 | Hitnotering: 17-06-1967 t/m 22-07-1967 | Hitnotering: 17-06-1967 t/m 22-07-1967 | Hitnotering: 17-06-1967 t/m 22-07-1967 | Hitnotering: 17-06-1967 t/m 22-07-1967 |
| Week                                   | 1                                      | 2                                      | 3                                      | 4                                      | 5                                      | 6                                      |                                        |
| -------------------------------------- | -------------------------------------- | -------------------------------------- | -------------------------------------- | -------------------------------------- | -------------------------------------- | -------------------------------------- | -------------------------------------- |
| Positie                                | 14                                     | 13                                     | 8                                      | 6                                      | 8                                      | 19                                     | uit                                    |

### NPO Radio 2 Top 2000
| Nummer met noteringen in de NPO Radio 2 Top 2000 | '99 | '00 | '01 | '02 | '03 | '04 | '05 | '06 | '07 | '08 | '09 | '10 | '11 | '12 | '13 | '14 | '15 | '16 | '17 | '18 | '19 | '20 | '21 | '22  | '23  | '24  |
| ------------------------------------------------ | --- | --- | --- | --- | --- | --- | --- | --- | --- | --- | --- | --- | --- | --- | --- | --- | --- | --- | --- | --- | --- | --- | --- | ---- | ---- | ---- |
| The Wind Cries Mary                              | 255 | 223 | 254 | 379 | 318 | 670 | 333 | 410 | 344 | 366 | 224 | 256 | 233 | 301 | 337 | 506 | 554 | 780 | 818 | 685 | 922 | 898 | 975 | 1135 | 1275 | 1290 |

1. ↑  Een vetgedrukt getal geeft de hoogste notering aan.